# Батиру
Батиру (яп. 撥鏤) — техника в японском искусстве, гравировка по крашеной слоновой кости.
Искусство батиру возникло во времена династии Тан в Китае и пришло в Японию в 8 веке н. э. Перед гравировкой слоновая кость окрашивается пигментом (обычно красный, зеленый или синий). Кость трудно поддается покраске, поэтому для достижения требуемого оттенка её необходимо несколько раз провести через процесс варки и замачивания в красителе. После окраски изображения вырезаются на слоновой кости с помощью техники кэри-бори (англ. «kick-engraving»). После окрашенная поверхность соскабливается, чтобы раскрыть кость под нею. Затем иногда при помощи тонкой кисти другим цветом добавляют дополнительные детали.
Искусство батиру было в значительной степени утеряно, пока в XX веке его не переоткрыл Ёсида Фумиюки (1915—2004). Ёсида был признан живым национальным сокровищем Японии за работы с использованием батиру.